# Dehtáře (Žabovřesky)
Dehtáře (německy Dechtern) jsou osada, část obce Žabovřesky v okrese České Budějovice v Jihočeském kraji. Leží zhruba čtrnáct kilometrů severozápadně od Českých Budějovic.

## Historie
První písemná zmínka o vesnici pochází z roku 1334. Archeologické nálezy však dokládají neolitické sídliště z 5. tisíciletí před naším letopočtem.

## Přírodní poměry
V katastrálním území Dehtáře u Českých Budějovic je ptačí oblast Dehtář (kód lokality CZ0311038).

## Obyvatelstvo
V roce 2011 zde trvale žilo 75 obyvatel.
| Rok            | 1869 | 1880 | 1890 | 1900 | 1910 | 1921 | 1930 | 1950 | 1961 | 1970 | 1980 | 1991 | 2001 | 2011 | 2021 |
| -------------- | ---- | ---- | ---- | ---- | ---- | ---- | ---- | ---- | ---- | ---- | ---- | ---- | ---- | ---- | ---- |
| Počet obyvatel | 103  | 96   | 103  | 122  | 106  | 104  | 103  | 70   | 58   | 64   | 42   | 38   | 42   | 75   | 114  |
| Počet domů     | 17   | 20   | 21   | 21   | 20   | 20   | 20   | 25   | 25   | 19   | 17   | 22   | 23   | 24   | 28   |

## Obecní správa
Po roce 1850 spadaly Dehtáře pod Čakov. V letech 1924–1943 a opět 1945–1960 byly samostatnou obcí. Během války a definitivně od 1. března 1960 jsou součástí Žabovřesk.

## Pamětihodnosti

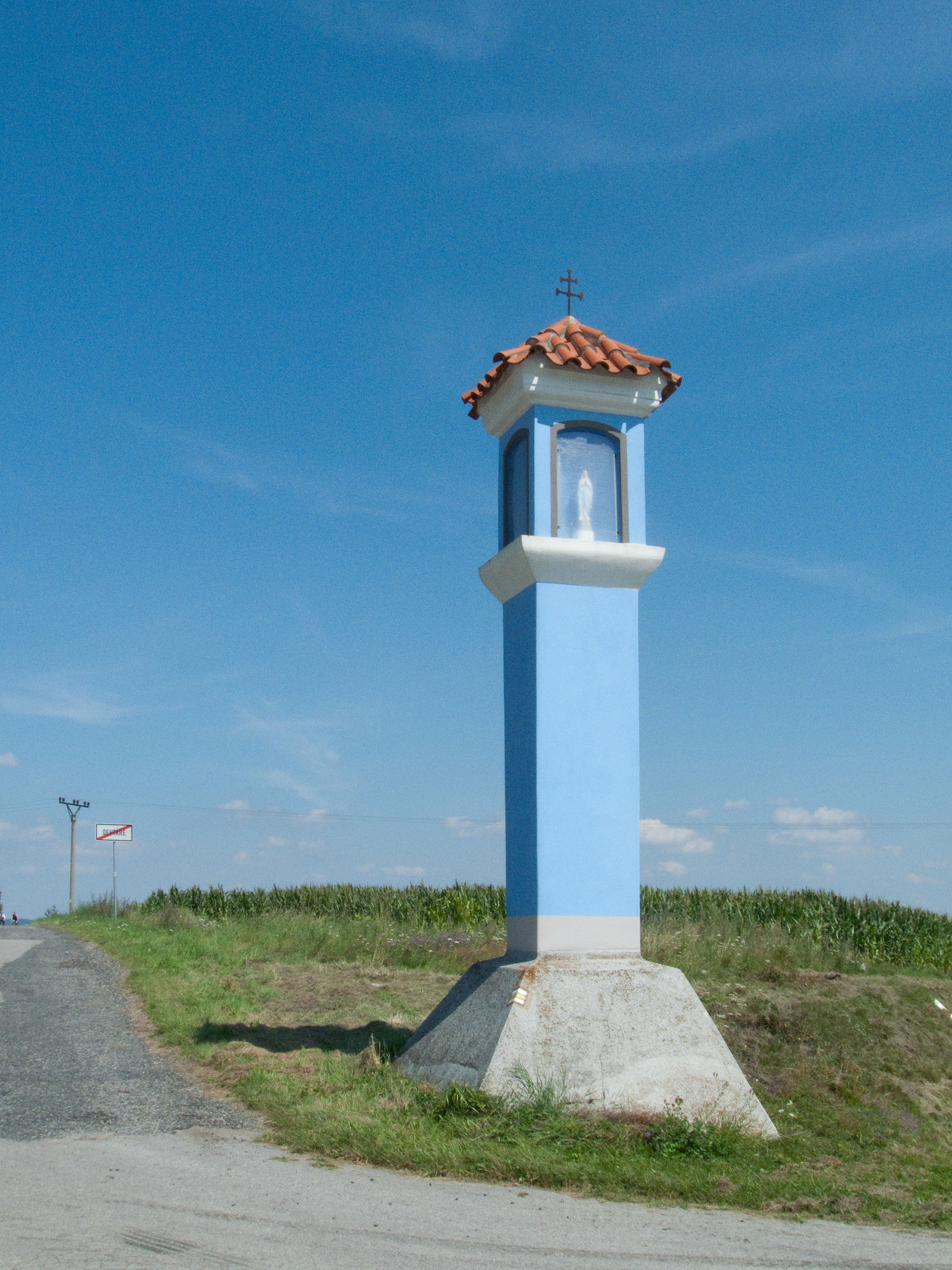
Boží muka na rozcestí

- Kaple svatého Floriana z poloviny 19. století
- Boží muka na východním konci vesnice
- Rybník Dehtář vybudovaný Rožmberky v době největšího rozkvětu hlubockého rybářství na přelomu 15. a 16. století, byl napuštěn v roce 1479 a má rozlohu 260 hektarů. U cesty na hrázi rybníka roste památný dub.
- Pomník padlým v první světové válce postavený v roce 1928